# Eeyou Istchee
Eeyou Istchee é um território equivalente a uma Regionalidade Municipal do Condado que está situado na região de Nord-du-Québec na província canadense de Quebec. Com uma área de mais de cinco mil quilómetros quadrados, tem, segundo dados de 2006, uma população de cerca de quatorze mil pessoas. Ele é composto por 8 aldeias Cree e seus territórios, sendo Chisasibi a maior.

## Aldeias Cree
- Waswanipi
- Mistissini
- Waskaganish
- Nemiscau
- Eastmain
- Wemindji
- Chisasibi
- Whapmagoostui